# Cullen Tate

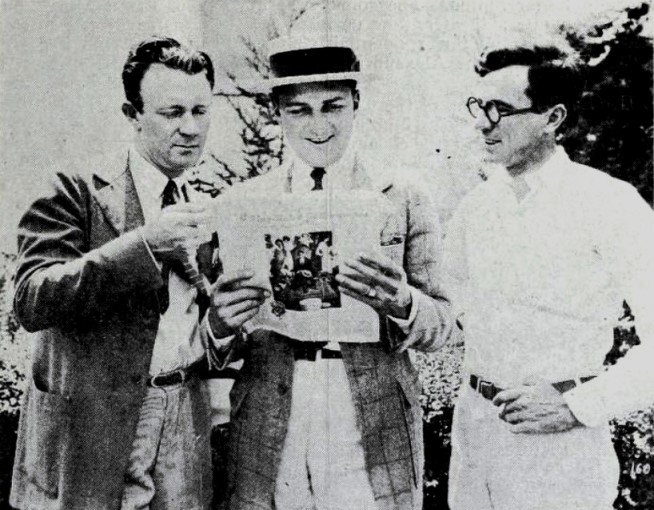
Cullen Tate (links) mit Bryant Washburn und Jules Furthman am Filmset von Try and Get It (1924)

Cullen Tate (* 10. März 1896 in Paducah, Kentucky; † 12. Oktober 1947 in Hollywood, Kalifornien) war ein US-amerikanischer Regieassistent. Er war bei der Oscarverleihung 1935 für den Oscar für die beste Regieassistenz nominiert.

## Biografie
Tate begann 1917 bei Little American seine Laufbahn als Regieassistent in der Filmwirtschaft Hollywoods und war an der Erstellung von rund 30 Filmen beteiligt. Bei der Oscarverleihung 1935 wurde er für den Oscar für die beste Regieassistenz in dem Film Cleopatra (1934) nominiert. Weitere bekannte Filme, die unter seiner Mitarbeit entstanden, waren Die Zehn Gebote (1923), Zeit des Flieders (1928), Madam Satan (1930), Der Mann mit der eisernen Maske (1939) und Liebling, zum Diktat (1942). Bei den Filmen arbeitete er unter anderem mit den Regisseuren Cecil B. DeMille, James Whale und Mitchell Leisen zusammen.
Nach Auftritten als Filmschauspieler in zwei Stummfilmen im Jahr 1923 drehte er selbst als Filmregisseur die Stummfilme Try and Get It (1924), Cheap Kisses (1924) und The Carnival Girl (1926). Danach musste er sich wieder auf die Arbeit als Regieassistent beschränken.
Zwischen 1923 und 1928 war er mit der Filmschauspielerin Bess Flowers verheiratet, die aufgrund ihrer zahlreichen Rollen in ihrer mehr als vierzigjährigen Karriere „The Queen of the Hollywood Extras“ genannt wurde.